# Manuel Maria Barbosa du Bocage

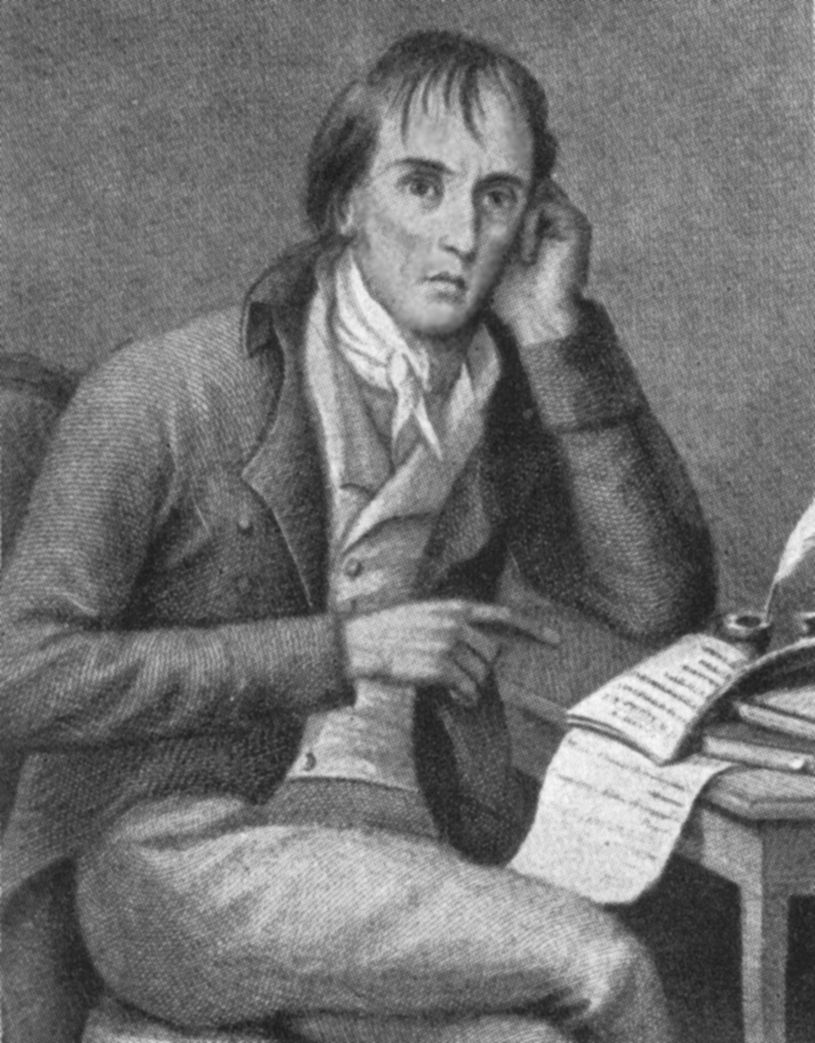
Manuel Maria Barbosa du Bocage

Manuel Maria Barbosa du Bocage (ur. 1765, zm. 1805) – poeta portugalski, przedstawiciel neoklasycyzmu. We wczesnej młodości prowadził awanturnicze życie, zaciągając się najpierw do piechoty, a potem wstępując do Akademii Morskiej. W trakcie podróży dotarł do Indii i Makau. Prawdopodobnie jedną z pobudek do tak dalekich rejsów była chęć upodobnienia się do Luísa de Camõesa. Początkowo publikował pod pseudonimem Elmano Sadino. Poeta jest znany przede wszystkim jako twórca licznych sonetów i celnych epigramatów. Napisał też Elegię na śmierć Inês de Castro.